# Дробишевська Ольга Володимирівна
Ольга Володимирівна Дробишевська (у шлюбі — Калініна; нар. 22 вересня 1985, Запоріжжя, Українська РСР) — українська і казахстанська  волейболістка, діагональний нападник. Виступала за національні збірні цих країн. Учасниця літніх Олімпійських ігор 2008 року.

## Із біографії
Вихованка запорізької волейбольної школи. Виступала за команду Запорізької державної інженерної академії (ЗДІА) і «Джінестру» з Одеси. У складі обох колективів була призеркою чемпіонату України.
У цей час брала участь у змаганнях з пляжного волейболу. Чемпіонка України 2003 року у складі команди «Славутич» (Запоріжжя). Разом з Тетяною Будко виступала на молодіжній першості Європи-2003.
Захищала кольори збірної України у всіх вікових категоріях. 2002 року визнана кращим гравцем збірної на юнацькому чемпіонаті Європи. Востаннє за національну команду жовто-блакитних виступала у відбірковому турнірі на чемпіонат світу в серпні 2005 року.
Збірна України не змогла потрапити до основного турніру, а Ольга Дробишевська виступила наступного року на змаганнях у Японії у складі Казахстану під прізвищем Кубасевич.
Згідно з законом про зміну спортивного громадянства має бути перерва у два роки між виступами за збірні різних країн. Після виявлення порушення Ользі Дробишевській заборонили грати в міжнародних іграх. Після завершення дискаліфікації виступала за Казахстан на літніх Олімпійських іграх 2008 року в Пекіні. Бронзова призерка Азійських ігор 2010 року.
З 2006 року виступала за казахські клуби «Рахат» (Алмати), «Жетису» (Талдикорган), «Іртиш-Казхром» (Павлодар), «Астана», «Алтай» (Усть-Каменогорськ) і турецький «Тюрк Телеком» (Анкара).

## Клуби
| Роки      | Команди                     |
| --------- | --------------------------- |
| 2001—2003 | ЗДІА (Запоріжжя)            |
| 2004—2005 | «Джінестра» (Одеса)         |
| 2006—2007 | «Тюрк Телеком» (Анкара)     |
| 2007—2008 | «Рахат» (Алмати)            |
| 2008—2009 | «Тюрк Телеком» (Анкара)     |
| 2008—2012 | «Жетису» (Талдикорган)      |
| 2013—2015 | «Іртиш-Казхром» (Павлодар)  |
| 2015—2016 | «Астана»                    |
| 2017—2020 | «Алтай» (Усть-Каменогорськ) |